# Supercopa de Alemania 2025
La Supercopa de Alemania 2025, llamada oficialmente «Supercopa Franz Beckenbauer 2025», fue la décima sexta edición del torneo. La disputaron el Bayern de Múnich como campeón de la 1. Bundesliga 2024-25 y el Stuttgart como campeón de la Copa de Alemania 2024-25.
A partir de la temporada 2025-26, la competición fue renombrada en honor a la leyenda del fútbol alemán Franz Beckenbauer.

## Equipos participantes
| Bayern de Múnich |  | Bandera del Estado Libre de Baviera |  | Campeón de la 1. Bundesliga 2024-25    |
| Stuttgart        |  | Bandera de Baden-Wurtemberg         |  | Campeón de la Copa de Alemania 2024-25 |

## Partido
El horario corresponde al huso horario de Alemania (Hora central europea): UTC+2 en horario de verano (CEST).
| 16 de agosto | Stuttgart      | 1:2 (0:1)                     | Bayern de Múnich    | MHPArena, Stuttgart                                     |                                                         |
| 20:30        | Leweling 90+3' | DFB Reporte Soccerway Reporte | Kane 18' · Díaz 77' | Asistencia: 60 000 espectadores Árbitro(s): Harm Osmers | Asistencia: 60 000 espectadores Árbitro(s): Harm Osmers |

| 1          | Guardameta     | Fabian Bredlow         |     |
| 4          | Defensa        | Josha Vagnoman         | 81' |
| 14         | Defensa        | Luca Jaquez            |     |
| 24         | Defensa        | Jeff Chabot            | 71' |
| 7          | Defensa        | Maximilian Mittelstädt |     |
| 18         | Centrocampista | Jamie Leweling         |     |
| 16         | Centrocampista | Atakan Karazor         | 81' |
| 6          | Centrocampista | Angelo Stiller         | 87' |
| 27         | Centrocampista | Chris Führich          | 71' |
| 26         | Delantero      | Deniz Undav            |     |
| 11         | Delantero      | Nick Woltemade         |     |
| Entrenador | Entrenador     | Sebastian Hoeneß       |     |

| 1          | Guardameta     | Manuel Neuer    |       |
| 27         | Defensa        | Konrad Laimer   | 72'   |
| 2          | Defensa        | Dayot Upamecano | 80'   |
| 4          | Defensa        | Jonathan Tah    |       |
| 44         | Defensa        | Josip Stanišić  |       |
| 6          | Centrocampista | Joshua Kimmich  |       |
| 8          | Centrocampista | Leon Goretzka   | 90+3' |
| 7          | Centrocampista | Serge Gnabry    | 80'   |
| 17         | Centrocampista | Michael Olise   | 90+3' |
| 14         | Centrocampista | Luis Díaz       |       |
| 9          | Delantero      | Harry Kane      |       |
| Entrenador | Entrenador     | Vincent Kompany |       |

| 3  | Defensa        | Ramon Hendriks    | 71' |
| 9  | Delantero      | Ermedin Demirović | 71' |
| 22 | Defensa        | Lorenz Assignon   | 81' |
| 28 | Centrocampista | Nikolas Nartey    | 81' |
| 30 | Centrocampista | Chema Andrés      | 87' |

| 23 | Defensa        | Sacha Boey        | 72'   |
| 3  | Defensa        | Kim Min-jae       | 80'   |
| 22 | Defensa        | Raphaël Guerreiro | 80'   |
| 20 | Centrocampista | Tom Bischof       | 90+3' |
| 42 | Centrocampista | Lennart Karl      | 90+3' |

| Anotado | 90+3' | Jamie Leweling | 1−2 |

| Anotado | 18' | Harry Kane | 0−1 |
| Anotado | 77' | Luis Díaz  | 0−2 |

| Amonestado | 44' | Maximilian Mittelstädt |

| Amonestado | 35' | Dayot Upamecano |
| Amonestado | 45' | Michael Olise   |
| Amonestado | 57' | Harry Kane      |

| Árbitro             | Harm Osmers          |
| Árbitros asistentes | Dominik Schaal       |
| Árbitros asistentes | Christian Gittelmann |
| Cuarto árbitro      | Tom Bauer            |
| VAR                 | Sascha Stegemann     |
| Adicional VAR       | Frederick Assmuth    |

| 1          | Guardameta     | Fabian Bredlow         |     |
| 4          | Defensa        | Josha Vagnoman         | 81' |
| 14         | Defensa        | Luca Jaquez            |     |
| 24         | Defensa        | Jeff Chabot            | 71' |
| 7          | Defensa        | Maximilian Mittelstädt |     |
| 18         | Centrocampista | Jamie Leweling         |     |
| 16         | Centrocampista | Atakan Karazor         | 81' |
| 6          | Centrocampista | Angelo Stiller         | 87' |
| 27         | Centrocampista | Chris Führich          | 71' |
| 26         | Delantero      | Deniz Undav            |     |
| 11         | Delantero      | Nick Woltemade         |     |
| Entrenador | Entrenador     | Sebastian Hoeneß       |     |

| 1          | Guardameta     | Manuel Neuer    |       |
| 27         | Defensa        | Konrad Laimer   | 72'   |
| 2          | Defensa        | Dayot Upamecano | 80'   |
| 4          | Defensa        | Jonathan Tah    |       |
| 44         | Defensa        | Josip Stanišić  |       |
| 6          | Centrocampista | Joshua Kimmich  |       |
| 8          | Centrocampista | Leon Goretzka   | 90+3' |
| 7          | Centrocampista | Serge Gnabry    | 80'   |
| 17         | Centrocampista | Michael Olise   | 90+3' |
| 14         | Centrocampista | Luis Díaz       |       |
| 9          | Delantero      | Harry Kane      |       |
| Entrenador | Entrenador     | Vincent Kompany |       |

| 3  | Defensa        | Ramon Hendriks    | 71' |
| 9  | Delantero      | Ermedin Demirović | 71' |
| 22 | Defensa        | Lorenz Assignon   | 81' |
| 28 | Centrocampista | Nikolas Nartey    | 81' |
| 30 | Centrocampista | Chema Andrés      | 87' |

| 23 | Defensa        | Sacha Boey        | 72'   |
| 3  | Defensa        | Kim Min-jae       | 80'   |
| 22 | Defensa        | Raphaël Guerreiro | 80'   |
| 20 | Centrocampista | Tom Bischof       | 90+3' |
| 42 | Centrocampista | Lennart Karl      | 90+3' |

| Anotado | 90+3' | Jamie Leweling | 1−2 |

| Anotado | 18' | Harry Kane | 0−1 |
| Anotado | 77' | Luis Díaz  | 0−2 |

| Amonestado | 44' | Maximilian Mittelstädt |

| Amonestado | 35' | Dayot Upamecano |
| Amonestado | 45' | Michael Olise   |
| Amonestado | 57' | Harry Kane      |

| Árbitro             | Harm Osmers          |
| Árbitros asistentes | Dominik Schaal       |
| Árbitros asistentes | Christian Gittelmann |
| Cuarto árbitro      | Tom Bauer            |
| VAR                 | Sascha Stegemann     |
| Adicional VAR       | Frederick Assmuth    |

| \| Estadísticas \| STU \| BAY \| \| ------------------ \| --- \| --- \| \| Tiros \| 14 \| 17 \| \| Tiros al arco \| 5 \| 3 \| \| Faltas \| 9 \| 16 \| \| Penales \| 0 \| 0 \| \| Tiros de esquina \| 1 \| 3 \| \| Fueras de juego \| 3 \| 2 \| \| Tarjetas amarillas \| 1 \| 3 \| \| Tarjetas rojas \| 0 \| 0 \| \| Posesión \| 47% \| 53% \| | Alineación inicial |     |
| Estadísticas | STU                | BAY |
| Tiros | 14                 | 17  |
| Tiros al arco | 5                  | 3   |
| Faltas | 9                  | 16  |
| Penales | 0                  | 0   |
| Tiros de esquina | 1                  | 3   |
| Fueras de juego | 3                  | 2   |
| Tarjetas amarillas | 1                  | 3   |
| Tarjetas rojas | 0                  | 0   |
| Posesión | 47%                | 53% |

|                                      |
| Bandera del Estado Libre de Baviera  |
| Campeón Bayern de Múnich 11.º título |